# Tinola
Tinola é um prato forte da culinária das Filipinas, apesar de ser basicamente uma sopa, mas com muitos ingredientes: galinha, papaia verde, hortaliça e condimentos. A galinha pode ser substituída ou agregada a peixe, marisco, carne de porco ou mesmo pernas de rã. 
Começa por se saltear cebola, gengibre cortado e alho, até mudarem de cor; junta-se a galinha em pedaços e molho de peixe (“patis”); quando a galinha ficar dourada, junta-se água e a papaia cortada em pedaços e deixa-se cozer. Quando a galinha estiver cozida, juntam-se as folhas de “sili” (ou “siling labuyo” - malagueta), deixa-se ferver apenas um minuto e serve-se. Normalmente, este prato é acompanhado com molho de peixe misturado com folhas de “sili” cruas e esmagadas, mas tradicionalmente, quando se usa uma galinha acabada de matar, junta-se à sopa o sangue da galinha e arroz. Outra variante consiste em cozer outros vegetais na sopa, como batata-doce, chuchu, aipo, coentro, cenoura ou couve-flor.